# Ipomoea tubiflora
Ipomoea tubiflora är en vindeväxtart som beskrevs av Joseph Dalton Hooker. Ipomoea tubiflora ingår i släktet praktvindor, och familjen vindeväxter. Inga underarter finns listade i Catalogue of Life.